# بخش کیفایر
بخش کیفایر (به انگلیسی: Kiphire district) یک بخش در هند است که در ناگالند واقع شده‌است. بخش کیفایر ۷۴٬۰۳۳ نفر جمعیت دارد و ۸۹۶ متر بالاتر از سطح دریا واقع شده‌است.